# Iquiracetima
Iquiracetima es un género de escarabajos longicornios de la subfamilia Lamiinae. Fue descrito por Galileo y Martins en 1995.

## Especies
- Iquiracetima aspasia Galileo y Martins, 1995
- Iquiracetima brachialis (Thomson, 1868)
- Iquiracetima ceruri Galileo y Martins, 2008
- Iquiracetima egeri Wappes, Galileo y Santos-Silva, 2017
- Iquiracetima rana Galileo y Martins, 2008
- Iquiracetima tuberosa (Belon, 1896)
- Iquiracetima venturai Santos-Silva y al., 2020